# Loring C.I
Il Loring C.I fu un aereo da caccia monoposto, monomotore, sviluppato dall'azienda spagnola Talleres Loring nella seconda metà degli anni venti del XX secolo e rimasto alla stadio di prototipo.

## Storia del progetto
Il Dr. Jorge Loring, che deteneva una quota di partecipazione di controllo nella Compañía Español de Trafico Aereo, fondò a Madrid un'azienda per la costruzione di aerei, la Talleres Loring. Il primo progetto della nuova azienda fu la costruzione su licenza di 20 Fokker C.IV per l'Aeronautica Militare spagnola. Tuttavia, l'ingegnere capo Eduardo Barrón, che in precedenza aveva lavorato per la Hispano-Suiza, propose di costruire un aereo di sua progettazione. Il primo dei suoi velivoli fu il Loring R-1, un biplano da osservazione e ricognizione che fu costruito in trenta esemplari assegnati alle unità aeree dell'esercito spagnolo. Successivamente, apparvero le versioni R-2 e R-3, quest'ultima un biplano ad ala sesquiplana con un equipaggio di due persone  posti in cabine di pilotaggio aperte in tandem. Il propulsore verteva su un motore Hispano-Suiza da 600 CV, grazie al quale l'R-3 poteva raggiungere una velocità massima di 235 km/h. L'armamento comprendeva mitragliatrici e fino a 40 bombe da 11 kg o otto bombe calibro 50 kg che potevano essere appese su supporti sotto la fusoliera. Alcuni R-3 rimasero in servizio fino allo scoppio della guerra civile spagnola.
Alla metà degli anni venti del XX secolo, l'esercito spagnolo indisse un concorso per la fornitura di un nuovo velivolo da caccia monoposto. Per partecipare al concorso, la società Loring progettò un velivolo, designato Loring CI, il cui prototipo andò in volo per la prima volta alla fine del 1927.

## Descrizione tecnica
Si trattava di un aereo biplano con le ali a configurazione sesquiplana. Le ali erano collegate tra di loro da due coppie di montanti interalari, una a N che collegava la parte centrale della semiala inferiore con la parte centrale dell'ala superiore, e una che collegava la parte centrale della semiala inferiore con la parte esterna dell'ala superiore. La fusoliera ospitava la cabina di pilotaggio aperta appena dietro l'ala superiore, che aveva un piccolo ritaglio arrotondato per migliorare la visibilità. Il carrello di atterraggio, triciclo, posteriore, fisso, vedeva l'asse principale collegato alla fusoliera e all'ala inferiore tramite due coppie di montanti leggermente inclinati verso la coda. Era installato un pattino di coda. La propulsione era affidata a un motore in linea Hispano-Suiza 12Hb a 12 cilindri raffreddati a liquido, che erogava la potenza di 500 CV ed azionante un'elica bipala. L'armamento era composto da due mitragliatrici calibro 7,7 mm installate nella parte parte anteriore della fusoliera e sparanti attraverso il disco dell'elica tramite un sistema si sincronizzazione.
Il prototipo venne sottoposto ai test di fabbrica per i successivi due mesi e mezzo, dopodiché partecipò, insieme al Fiat C.R.20, al Dewoitine D.21 e al Nieuport-Delage NiD 42, a test comparativi per una commessa governativa che venne vinta dal NiD.42, mentre il Loring C.I si classificò al secondo posto.